# Pustnik Mały
Pustnik Mały – jezioro w Polsce w województwie warmińsko-mazurskim, w powiecie mrągowskim, w gminie Sorkwity.

## Położenie
Jezioro leży na Pojezierzu Mazurskim, w mezoregionie Pojezierza Mrągowskiego. Zbiornik wodny leży w zlewni Krutyni, ma połączenie poprzez ciek wodny z Jeziorem Gielądzkim od południa. W okolicach południowego brzegu położona jest wieś Pustniki.
Jezioro jest wykorzystywane gospodarczo przez Gospodarstwo Rybackie Mrągowo. Leży na terenie obwodu rybackiego Jeziora Gielądzkie w zlewni rzeki Pisa – nr 35.

## Morfometria
Według danych Instytutu Rybactwa Śródlądowego powierzchnia zwierciadła wody jeziora wynosi 33,5 ha. Średnia głębokość zbiornika wodnego to 3,9 m, a maksymalna to 10,0 m. Lustro wody znajduje się na wysokości 133,9 m n.p.m. Objętość jeziora wynosi 1 311,1 tys. m³.
Inne dane uzyskano natomiast poprzez planimetrię jeziora na mapach w skali 1:50 000 według Państwowego Układu Współrzędnych 1965, zgodnie z poziomem odniesienia Kronsztadt. Otrzymana w ten sposób powierzchnia zbiornika wodnego to 28,5 ha.